# Johan Georg Huber
Johan Georg Huber, född den 3 september 1820 i Bayern, Tyskland, död den 21 mars 1886 i Katarina församling, Stockholm, var en tysk romersk-katolsk biskop, verksam i Sverige 1874-1886.
Johan Georg Huber blev biskopsvigd 1874, och efterträdde Jacob Laurentius Studach som apostolisk vikarie för Sverige. Vid denna tid fanns inom vikariatets gränser omkring 1 000 registrerade katoliker.
Under Hubers tid som apostolisk vikarie avled änkedrottning Joséphine (1876), som varit de svenska katolikerna och den katolska kyrkan i Sverige till stor hjälp. I närvaro av kungahuset hölls katolsk begravning på Stockholms slott. Under samma tid kom jesuitfäderna till Sverige. En ny katolsk bönbok publicerades. I Gävle invigdes en katolsk kyrka 1881.